# Komisija Vlade Republike Slovenije za reševanje vprašanj prikritih grobišč
Komisija Vlade Republike Slovenije za reševanje vprašanj prikritih grobišč je nekdanja komisija Vlade Republike Slovenije, ki je bila ustanovljena 10. novembra 2005 z naslednjimi nalogami:
- spremljanje evidentiranja večjih grobišč ter števila in območja večjih pobojev in revolucionarnih žrtev med II. svetovno vojno in po njej na območju Republike Slovenije
- priprava konkretnega programa ativnosti z ustrezno zavarovanje in vzdrževanje teh grobišč
- dajanje mnenj o vprašanjih, ki se nanašajo na obstoječa in na novo odkrita grobišča ter grobove množičnih pobojev
- sodelovanje v postopku za pridobitev idejne rešitve za označitev - zaznamovanje vseh drugih tovrstnih grobišč v Sloveniji
- tekoče spremljanje ureditve Spominskega parka Teharje, (gradnja) v Kočevskem Rogu pod Krenom, skupni spomeniki
- posredovanje predlogov in pobud Vladi Republike Slovenije v zvezi z ureditvijo in obeležitvijo grobišč.[1]

S prenehanjem mandata 8. vlade Republike Slovenije leta 2008 je komisija prenehala delovati.

## Člani komisije
Predsednik
- Jože Dežman (Muzej novejše zgodovine Slovenije)

Člani
- Miha Movrin (Ministrstvo za pravosodje Republike Slovenije)
- Metka Černelč (Ministrstvo za okolje in prostor Republike Slovenije)
- Majda Pučnik Rudl (Upravna enota Ljubljana-Šiška)
- Ludvik Puklavec (Zveza društev prisilno mobiliziranih Slovencev v nemško vojsko 1941-1945)
- Davorin Mozetič (upokojenec)
- Marko Štrovs (Ministrstvo za delo, družino in socialne zadeve Republike Slovenije)
- Janez Črnej (upokojenec)
- Blaž Kujundžič (Statistični urad Republike Slovenije)
- Andrej Vovko (Znanstvenoraziskovalni center SAZU)
- Nataša Kokol Car (Ministrstvo za finance Republike Slovenije)
- Anton Drobnič (Nova slovenska zaveza)
- Pavel Jamnik (Ministrstvo za notranje zadeve Republike Slovenije)
- Davorin Vuga (Ministrstvo za kulturo Republike Slovenije)
- Milan Sagadin (Zavod za varstvo kulturne dediščine, OE Kranj)
- Jožef Bernik (upokojenec)

Bivši člani
- Mitja Ferenc (Filozofska fakulteta v Ljubljani)